# Titularbistum Naraggara
Naraggara ist ein Titularbistum der römisch-katholischen Kirche.
Es geht zurück auf einen untergegangenen Bischofssitz in der gleichnamigen antiken Stadt, die in der römischen Provinz Africa proconsularis (heute nördliches Tunesien) lag. Der Bischofssitz war der Kirchenprovinz Karthago zugeordnet.
| Titularbischöfe von Naraggara |                                     |                                           |                   |                  |
| Nr.                           | Name                                | Amt                                       | von               | bis              |
| 1                             | Ralph Leo Hayes                     | Altbischof von Davenport (USA)            | 20. Oktober 1966  | 4. Juli 1970     |
| 2                             | José de Jesús Clemens Alba Palacios | Weihbischof in Antequera, Oaxaca (Mexiko) | 6. September 1970 | 21. Februar 1997 |
| 3                             | Pierre d’Ornellas                   | Weihbischof in Paris (Frankreich)         | 4. Juli 1997      | 19. Oktober 2006 |
| 4                             | Fausto Gaibor García                | Weihbischof in Riobamba (Ecuador)         | 31. Oktober 2006  | 3. Mai 2011      |
| 5                             | Andrew Peter Wypych                 | Weihbischof in Chicago (USA)              | 13. Juni 2011     |                  |